# ألان بيرس
ألان بيرس (بالإنجليزية: Alan Pearce)‏ (25 أكتوبر 1965 بميدلزبرة في المملكة المتحدة - ) هو لاعب كرة قدم بريطاني في مركز جناح ‏. لعب مع نادي توركي يونايتد ونادي يورك سيتي وShildon A.F.C. ‏ وSouth Bank F.C. ‏.